# 泉&やよい
泉＆やよい（いずみアンドやよい）は沖縄県のローカルお笑いコンビ。

## メンバー
- 喜舎場 泉（きしゃば いずみ）1968年生まれ[1]。
  - 沖縄県与那原町出身。2024年度より同町観光大使。
  - 沖縄県立知念高等学校、沖縄キリスト教短期大学卒業。
- 城間 やよい（しろま やよい）1969年生まれ[1]。
  - 沖縄県西原町出身。
  - 沖縄県立西原高等学校、沖縄キリスト教短期大学卒業。
  - 旧姓：小波津。夫はお笑いコンビ「ゆうりきや～」の城間祐司。2児の母。

## 経歴
1988年、短大在学中にNHK沖縄の番組「これが僕らのウチナー口だ!」に出演。卒業後、「笑築過激団」に入団する。沖縄方言を使った漫才やコントで注目され、「笑築過激団」のメンバーとして「お笑いポーポー」に出演。その他にも沖縄県内のバラエティ番組や映画などに多数出演した。1997年よりフリー。琉球朝日放送の情報番組「十時茶まで待てない!」のMCをコンビで担当する。

## 出演

### テレビ

#### バラエティー
- これが僕らのウチナー口だ!（NHK沖縄）
- ウチナー待夢（沖縄テレビ）
- お笑いポーポー（琉球放送）
- 十時茶まで待てない!（琉球朝日放送）

#### ドラマ
- 琉神マブヤー（琉球放送）
- ハルサーエイカー（沖縄テレビ）
- オバー自慢の爆弾鍋（沖縄テレビ）
- 安全+第一 大知マン2（沖縄テレビ）

### ラジオ
- ぬちぐすい女子会（ラジオ沖縄）

### 映画
- パイナップルツアーズ
- 琉神マブヤー劇場版
- 涙そうそう
- ニービチの条件
- STEP OUT にーにーのニライカナイ - 城間のみ[5]
- 木の上の軍隊（2025年7月25日） - 安慶名郁子 役（城間）[6][7]

### 舞台
- 亀岩奇談（2023年）城間のみ[8]